# Nattawut Chanachan
Nattawut Chanachan (thailändisch ณัฐวุฒิ ชะนะชาญ; * 12. Dezember 1991 in Nakhon Ratchasima) ist ein thailändischer Fußballspieler.

## Karriere
Nattawut Chanachan stand von 2010 bis 2015 beim Nakhon Ratchasima FC unter Vertrag. Der Verein aus Nakhon Ratchasima spielte 2010 in der dritten Liga, der Regional League Division 2, in der North-Eastern Region. Ende 2011 stieg man als Tabellendritter in die zweite Liga auf. 2014 wurde er mit Korat Meister der Thai Premier League Division 1 und stieg somit in die erste Liga auf. 2015 absolvierte er mit Korat 5 Spiele in der Thai Premier League. 2016 wechselte er für eine Saison zum Zweitligisten Angthong FC nach Ang Thong. Der Drittligist Simork FC, der in Suphanburi beheimatet ist, nahm ihn ab 2017 unter Vertrag. Mitte 2018 unterschrieb er einen Vertrag beim Ligakonkurrenten Trang FC. Mit dem Klub aus Trang spielte er ebenfalls in der dritten Liga, der Thai League 3. Ranong United FC, ebenfalls in Drittligist, nahm ihn ab Mitte 2019 unter Vertrag. Mit dem Verein aus Ranong wurde er Ende 2019 Vizemeister und stieg in die zweite Liga auf. Nach insgesamt 44 Zweit- und Drittligaspielen wechselte er zu Beginn der Saison 2021/22 zum Ligakonkurrenten Customs Ladkrabang United FC nach Samut Prakan. Für die Customs bestritt er 22 Ligaspiele. Ende Juni 2022 wechselte er in die dritte Liga. Hier schloss er sich dem Phitsanulok FC an. Mit dem Klub aus Phitsanulok spielte er neunmal in der Northern Region der Liga. Am Ende der Saison 2022/23 wurde er mit dem Verein Meister der Region. In den Aufstiegsspielen zur zweiten Liga konnte man sich jedoch nicht durchsetzen. Zu Beginn der Saison 2023/24 schloss er sich in Chanthaburi dem Zweitligaaufsteiger Chanthaburi FC an. Nach insgesamt 24 Ligaspielen wurde sein Vertrag im Sommer 2024 nicht verlängert. Im Juni 2024 verpflichtete ihn der Drittligaaufsteiger Roi Et PB United FC.

## Erfolge
Nakhon Ratchasima FC
- Thai Premier League Division 1: 2014  ▲

Ranong United FC
- Thai League 3 – Lower Region: 2019 (Vizemeister)  ▲

Phitsanulok FC
- Thai League 3 – North: 2022/23